# Luboš Dörfl
Luboš Dörfl (* 16. září 1969 Hořovice) je český právník, soudce a justiční funkcionář. Od ledna 2020 zastává funkci předsedy Vrchního soudu v Praze.

## Život
Vystudoval Právnickou fakultu Univerzity Karlovy v Praze (získal titul Mgr. a JUDr.), kde v roce 2019 také zakončil doktorské studium obhájením dizertační práce na téma Znalec a znalecký posudek v civilním procesu (získal titul Ph.D.) V justici působí nepřetržitě od roku 1993, kdy nastoupil jako justiční čekatel. Soudcem byl jmenován v roce 1995.
Soudit začínal u Okresního soudu v Nymburce, u kterého v letech 1998 až 2005 vykonával funkci předsedy soudu. V roce 2005 přešel ke středočeskému krajskému soudu, kde působil jako místopředseda obchodního a insolvenčního úseku. V letech 2011 až 2014 působil jako soudce a předseda senátu u pražského vrchního soudu. Od roku 2014 do konce roku 2019 řídil Krajský soud v Ústí nad Labem.
V roce 2019 zvítězil ve výběrovém řízení na post předsedy Vrchního soudu v Praze, porazil v něm dosavadního místopředsedu soudu Jana Sváčka. V prosinci 2019 jej do funkce jmenoval prezident Miloš Zeman, a to s účinností od 2. ledna 2020. Do funkce na místo odcházejícího Jaroslava Bureše jej uvedla ministryně spravedlnosti ČR Marie Benešová.
Dlouhodobě se věnuje problematice soudních znalců. Již ve funkci místopředsedy Krajského soudu v Praze k jeho úkolům patřil také výkon dohledu nad činností znalců a tlumočníků v působnosti tohoto krajského soudu. Společně se členy poradních sborů předsedkyně krajského soudu přistoupil k revizi standardů pro výkon znalecké a tlumočnické činnosti ve Středočeském kraji a společně s profesními organizacemi znalců a tlumočníků rozvíjel především přípravu a další vzdělávání znalců a tlumočníků. Tuto praxi následně aplikoval i v rámci působení u Krajského soudu v Ústí nad Labem.
Zkušenosti ze soudcovské praxe a zejména výkonu dohledové činnosti sdílí prostřednictvím přednáškové a publikační činnosti. Jako člen organizace EEEI (European Expertise & Expert Institute) o problematice přednášel také na půdě Evropského parlamentu. Na evropském znaleckém fóru se podílí i na publikační činnosti (např. publikace Judicial Expertise in the Czech Republic and Its Possible Way Towards the Euro Judicial Expertise, European Expertise and Expert Institute). Znalecké činnosti se věnoval také v českých publikacích, např. Znalec a znalecký posudek v civilním řízení, a také jako vedoucí autorského kolektivu komentáře k Zákonu o znalcích.